# Vester Lyng
Vester Lyng er et sommerhusområde ved Kattegat nordvest for Nykøbing Sjælland på Odsherred med 201 indbyggere i byområdet (2022). Vester Lyng er beliggende i Nykøbing Sj Sogn (med en mindre del i Højby Sogn), tilhører Odsherred Kommune, Region Sjælland.